# Pierre-Jean De Smet
Pour les articles homonymes, voir de Smet et Pieter-Jan De Smet.
Compléments
Ami de Sitting Bull De Smet était un des rares européens à avoir la confiance des Amérindiens
Pierre-Jean De Smet (en néerlandais Pieter-Jan De Smet), né à Termonde (Belgique) le 30 janvier 1801 et mort le 23 mai 1873  à Saint-Louis (Missouri), est un prêtre jésuite, missionnaire parmi les Indiens d'Amérique du Nord. 
Il fut souvent choisi par les autorités américaines comme leur porte-parole auprès des chefs amérindiens, car il était un des rares Européens à avoir leur confiance (n'ayant pas la langue fourchue).

## Biographie

### Jeunesse
Né dans une large famille bourgeoise de Termonde (Dendermonde), Pierre-Jean De Smet est le fils de Josse De Smet, né à Saint-Amand-lez-Puers et négociant-armateur, l'un des douze représentants de la ville qui en 1792 ne cédèrent, ni au commissaire de la Convention, ni au menaces d'exécution militaire et se prononcèrent contre l'annexion à la France. Pierre-Jean fut enthousiasmé par les récits d'un prêtre local missionnaire au Kentucky, Charles Nerinckx, curé d'Everberg, près de Louvain, revenu au pays en 1817 puis en 1821 pour y recruter des collaborateurs. Avant de quitter l'Amérique, il avait visité le collège des Jésuites à Georgetown. Antoine Kohlmann, alors supérieur du Maryland, lui avait demandé un renfort de novices belges. La Compagnie de Jésus, rétablie par Pie VII, comptait déjà aux États-Unis d'importantes missions mais les environs d'Anvers étaient protestants. Les candidats au départ réussirent à tromper la vigilance de la police hollandaise. Un prêtre d'Anvers, Jean-Baptiste Buelens, mis dans le secret de leur départ, leur procura des ressources pour leur voyage. 
De Smet repartit avec Charles Nerinckx et huit autres jeunes. Il entra chez les jésuites dès qu'il fut arrivé sur le sol américain, et fit son noviciat à Florissant dans le Missouri tout en s'occupant de jeunes « peaux-rouges » (Algonquins) qui y étudiaient. Sept années passées au collège-séminaire St Régis lui permirent, tout en se préparant au sacerdoce, de s'initier aux coutumes locales et d'apprendre déjà les rudiments de plusieurs langues. De Smet fut ordonné prêtre en 1827. Malade, il passa 4 ans dans la nouvelle nation de Belgique (1833-37) — ce fut également l'occasion de recruter de nouveaux missionnaires — mais rentra bientôt à St Louis. À la fin de 1837, il fut envoyé « missionner » les tribus du moyen Missouri.

### Premiers contacts
Pierre-Jean De Smet est en mission à Whitemarsh, dans le Maryland en 1821 puis à Florissant en 1827. Il effectuera en tout 19 transatlantiques afin de trouver des financements pour ses missions. Gardant « pour le Missouri le meilleur de son cœur », il travaille avec le marchand d'Anvers Pierre de Nef à organiser en Belgique une association en faveur des « missions indiennes ». Le 23 septembre 1835, il accompagne à Anvers sept missionnaires qui se rendent à Saint Louis, où le père supérieur évoque ensuite « la réussite de l'affaire que j'ai confiée au bon P. De Smet » dans une lettre du 10 juillet 1837, peu après qu'il s'embarque à nouveau pour l'Amérique en septembre 1837.
C'était l'époque où, de fleuves en fleuves et de fleuves en montagnes, les Amérindiens étaient refoulés vers l'Ouest. La conquête de l'Ouest se faisait à l'aide d'alcool, de carabines et de contrats iniques. Les Amérindiens perdaient leurs terres et se guerroyaient sans merci. De Smet plante d'abord sa tente parmi les Potawatomis, y ouvrant une petite école et obtenant des Sioux voisins qu'ils cessent leurs raids meurtriers. 
En 1843, il apprend que le pape Grégoire XVI songe à le faire évêque, et à placer sous sa juridiction le pays compris entre les montagnes Rocheuses et le Pacifique. Il refuse et le choix du pape se porta sur un québécois, François-Norbert Blanchet. Plus tard, Jean-Philippe Roothaan, supérieur des Jésuites à Rome, le reçoit et fait appel à des confrères jésuites des provinces de Rome, Naples, Lyon, d'Espagne et d'Allemagne. Il repart d'Europe avec 145 000 francs collectés aux Pays-Bas. 

La grande aventure commence lorsque, en 1838, une délégation des Têtes-Plates vient demander la présence des « Robes noires » parmi eux. De Smet répond à l'appel et part en avril 1840 dans les montagnes Rocheuses du nord, sur le territoire de la Compagnie de la Baie d'Hudson. De Smet y parle du « Grand-Esprit » et tente de les sédentariser en créant des réductions à la manière de celles du Paraguay. Il installe une mission au bord du lac des Prêtres dans les années 1840, appelé « lac des Robes noires » par les Amérindiens.

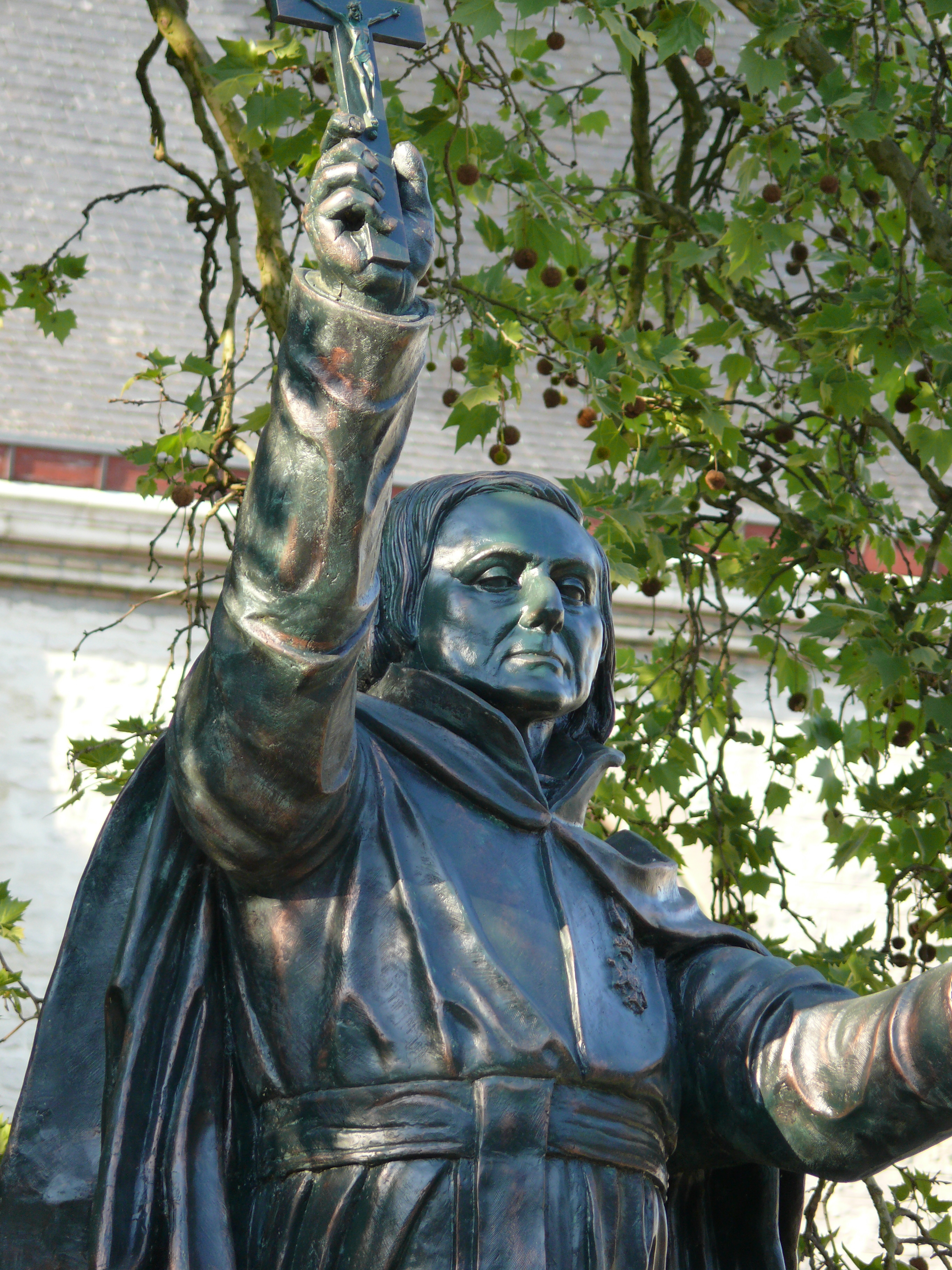
La statue du père de Smet dans sa ville natale, Termonde.

Trois nouveaux missionnaires étaient partis pour l'Oregon et cinq autres furent désignés pour l'accompagner, trois Italiens, Jean Nobili, Michel Accolti et Antoine Ravalli, et deux Belges Louis Vercruysse, de Courtrai, et François Huybrechts, d'Eeckeren, près d'Anvers, portant à dix-sept le nombre des jésuites attachés à la mission.
Au retour de ce voyage en Europe, il commence à circuler dans toute la région des montagnes Rocheuses, contactant diverses tribus, obtenant une trêve entre les féroces Pieds-Noirs et les Têtes-Plates, visitant les Sioux et leur promettant de revenir. De nombreuses lettres envoyées à des parents et amis en Belgique donnent souvent des descriptions pittoresques ou effrayantes de coutumes rencontrées parmi ces divers groupes. Une première édition de son Voyages au pays des Rocheuses (anthologie de ses lettres) le fait mieux connaître en Belgique. Comme procureur de la mission, il retourne à nouveau en Europe en 1847 pour y trouver des bienfaiteurs.

### Médiateur

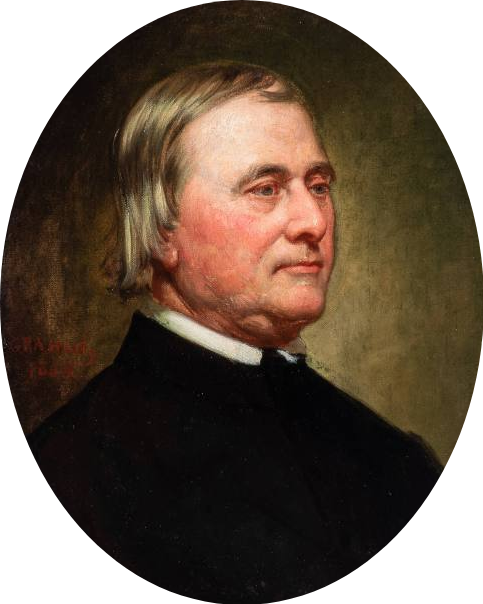
Portrait de Pierre-Jean De Smet par Healy, 1865.

Sa réputation comme « indigénophile » est déjà telle qu'il est invité comme médiateur à la grande conférence de Fort Laramie, en 1851, où les représentants du gouvernement américain négocièrent avec les chefs cheyennes et sioux l'autorisation du passage de colons blancs se rendant vers l'ouest. Les incursions et installations sauvages des chercheurs d'or créant de nouvelles tensions dégénérant souvent en conflits armés, De Smet fut de nouveau mis à contribution par le général William S. Harney pour « pacifier » les tribus amérindiennes. 
En 1862, le traité de Fort Laramie n'étant pas respecté, les Sioux « prennent le sentier de la guerre ». Un bon millier de colons sont assassinés. La situation était grave car les États-Unis étaient en pleine guerre de Sécession. Abraham Lincoln, que De Smet rencontra deux fois, lui demanda de nouveau d'intervenir. D'abord torpillée par les généraux sur le terrain, cette mission spéciale changea lorsque la rébellion se répandit : en 1867, Cheyennes et Pieds-Noirs se joignirent aux Sioux. De Smet devint alors envoyé plénipotentiaire. À la conférence de Fort Rice, en juin 1868, il obtient de nouveau la paix en négociant directement avec Sitting Bull, le chef légendaire des Sioux. Il a un ascendant extraordinaire sur les Amérindiens pour lesquels il était le seul Européen honnête envers eux. Dans leurs rapports, les généraux américains sont admiratifs : les Indiens ont une réelle affection pour « Soutane noire ».

### Dernières années
De Smet fit encore un voyage en Europe en 1869, puis visita une dernière fois les Sioux en 1870. Pour le reste, la maladie le contraignit à résider à St Louis où il mourut le 23 mai 1873. Il faut ajouter que, une fois de plus, les engagements pris par le gouvernement américain ne furent pas tenus. Le conflit a repris en 1876, mais De Smet n'était plus là.

## Reconnaissance publique
- Deux villes américaines portent le nom du missionnaire au Dakota du Sud et en Idaho (en), ainsi qu'une localité non-incorporée dans le comté de Missoula au Montana.
- En 1967, les jésuites du Missouri ont ouvert un collège De Smet à Creve Coeur.
- Termonde (Dendermonde), la ville natale de De Smet, lui érigea une statue (œuvre de Charles-Auguste Fraikin).

## Publications
- Missions de l’Orégon et voyages dans les montagnes rocheuses en 1845 et 1846, traduit de l'anglais par M. Bourlez, Librairie de Poussielgue-Rusand, Paris, 1848 (Voir en ligne)
- Voyages aux Montagnes Rocheuses, Bruxelles, 1873.
- Voyages dans l'Amérique Septentrionale, Orégon, M. Closson, 1874.
- Lettres choisies, Bruxelles, 1878.

## Sources
- H.M. Chittenden et A.T. Richardson, Life, letters and Travels of P.-J. De Smet, 4 volumes, New-York, 1905.
- Eugène Laveille, Le Père De Smet, Liège, 1913.
- Jean Lacouture, Les Jésuites, une multibiographie. 2. Les Revenants, Paris, 1992, p. 114-157.
- Page d'accueil de Pierre-Jean De Smet (par Victor Driessens)